# Rubriceren
Rubriceren is iets of iemand in een rubriek, categorie of klasse onderbrengen of verdelen, groeperen, classificeren. In Nederland wordt voor geclassificeerde informatie de term rubriceren gebruikt in de context van informatiebeveiliging van departementaal vertrouwelijke en staatsgeheime informatie.
Een andere betekenis is een term uit de codicologie. Rubriceren is daarbij het rood (Latijn : ruber) maken van een tekst, door het gebruik van rode inkt bij kernwoorden.
Daarnaast worden bij het rubriceren paragraaftekens met rode inkt toegevoegd. Daardoor ontstaan rubrieken, waardoor de tekst in kleinere stukken is verdeeld.
Dit werd vroeger met handschriften gedaan om zo het lezen van de tekst eenvoudiger te maken. In het Liber Floridus is het rubriceren vooral toegepast bij namen en getallen.